# Mountain Lake (Nueva Jersey)
Mountain Lake es un lugar designado por el censo ubicado en el condado de Warren en el estado estadounidense de Nueva Jersey. En el año 2010 tenía una población de 575 habitantes.

## Geografía
Mountain Lake se encuentra ubicado en las coordenadas 40°51′11.74″N 74°59′5.2″O / 40.8532611, -74.984778.